# Chlamydera
A Chlamydera a madarak osztályának verébalakúak (Passeriformes) rendjébe, ezen belül a  lugasépítő-félék (Ptilonorhynchidae) családjába tartozó nem.

## Rendszerezés
A nembe az alábbi 5 faj tartozik:
- pártás lugasépítő (Chlamydera maculata)
- nyugati lugasépítő (Chlamydera guttata)
- mályvapártás lugasépítő (Chlamydera nuchalis)
- sárgahasú lugasépítő (Chlamydera lauterbachi)
- vörhenyeshasú lugasépítő (Chlamydera cerviniventris)